# Морохоева, Ирина Петровна
Ирина Петровна Морохоева (род. 28 августа 1963, с. Тугутуй, Усть-Ордынский Бурятский округ) — российский государственный деятель, председатель Думы Усть-Ордынского Бурятского автономного округа (с 14 марта 2004 по 31 декабря 2007 года).

## Биография
Ирина родилась в селе Тугутуй Усть-Ордынский Бурятский округ 28 августа 1963 года.
Завершила обучение и получила диплом о высшем образовании, окончив Иркутский государственный университет по специальности «математика», чуть позже обучалась в Бурятской сельскохозяйственной академии по специальности «экономика». Защитила кандидатскую диссертацию, имеет учёную степень — кандидат экономических наук.
В 1984 году трудоустроилась и работала на разных должностях в бюджетных учреждениях Усть-Ордынского Бурятского автономного округа, в 1989 году перешла работать в исполнительные органы государственной власти автономного округа. Трудилась в управлении образования, а также в финансовом управлении.
С 2002 по 2004 год временно исполняла обязанности начальника финансового управления администрации округа, позже обязанности первого заместителя главы администрации округа.
В марте 2004 года на выборах в Думу Усть-Ордынского Бурятского автономного округа IV созыва одержала победу и была избрана депутатом. В областной Думе была депутатом на постоянной основе. Назначена председателем Думы. В связи с объединением Усть-Ордынского Бурятского округа и Иркутской области законодательный орган власти ликвидирован с 1 января 2008 года. Полномочия председателя завершены 31 декабря 2007 года. Морохоева — последний председатель Думы Усть-Ордынского Бурятского автономного округа.
В марте 2008 года принято решение назначить Морохоеву аудитором Контрольно-счётной палаты Иркутской области, вскоре избрана председателем этой палаты. В 2013 году срок полномочий продлён во второй раз. В 2018 году в третий раз ей было доверено возглавить Контрольно-счётную палату области. До настоящего времени работает в данной должности.
Является председателем общественной детско-юношеской спортивной организации Усть-Ордынского Бурятского округа по стрельбе из лука.

## Награды
- Орден Дружбы (2006 год),
- почетная грамота Государственной думы Федерального собрания РФ (2007),
- благодарственное письмо Президента РФ (2008),
- медаль «80 лет Госкомспорту России» (2003),
- памятный знак «15 лет Счетной палате Российской Федерации» (2009),
- благодарность председателя Законодательного собрания Иркутской области (2011).
- Заслуженный экономист РФ.